# Przełęcz Donowalska

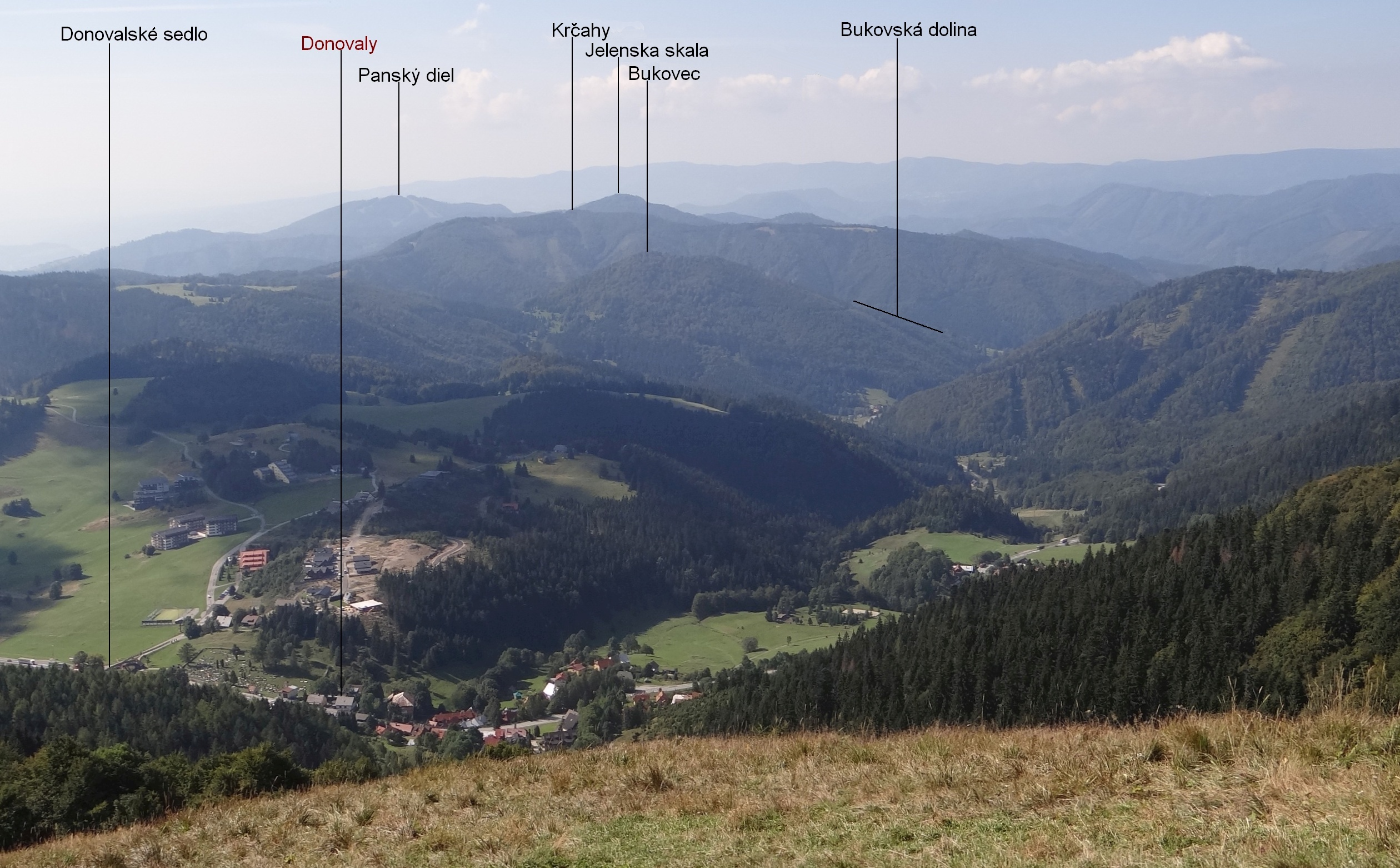
Widok z Novej hoľi

Przełęcz Donowalska (słow. Donovalské sedlo; 950 m) – przełęcz w Centralnych Karpatach Zachodnich na Słowacji, rozdzielająca Wielką Fatrę na północnym zachodzie od Gór Starohorskich na południu.
Formalnie przełęcz, w formie dość szerokiego halnego siodła, oddziela od siebie masyw Zwolenia (należącego do Wielkiej Fatry) na północy od masywu Baraniej Głowy (słow. Barania hlava) na południu. Stanowi znane od dawna przejście z Doliny Korytnickiej (należącej do dorzecza Wagu) na północy do Doliny Starohorskiej (należącej do dorzecza Hronu) na południu.
Przez przełęcz oraz wspomnianymi wyżej dolinami biegnie słowacka droga krajowa nr 59 oraz międzynarodowy szlak drogowy nr E77. Wokół przełęczy rozłożyły się zabudowania wsi Donovaly, będącej znanym ośrodkiem turystycznym, zwłaszcza w sezonie zimowym (narciarstwo).